# The Ark (Antarktika)
The Ark (englisch für Die Arche) ist ein 1790 m hoher, felsiger Berg im ostantarktischen Coatsland. Er ragt in den zentralen Read Mountains der Shackleton Range auf.
Eine erste Kartierung nahmen 1957 Teilnehmer der Commonwealth Trans-Antarctic Expedition (1955–1958) vor. Das UK Antarctic Place-Names Committee benannte ihn 1962 deskriptiv. Die Form des Berges gleicht aus Westen betrachtet einer Arche.